# Kinderspelen
Kinderspelen is een schilderij uit 1560 van de Zuidnederlandse kunstschilder Pieter Bruegel de Oude. Het genrestuk, waarop meer dan tachtig verschillende kinderspelletjes te zien zijn, vormde waarschijnlijk een reeks met De strijd tussen Vasten en Vastenavond en De spreekwoorden, andere 'wemelbeelden' waarmee het eenzelfde formaat deelt. Het wordt gezien als een conversatiestuk dat via herkenbare ervaringen een geleerd gesprek op gang kon brengen. Het diende ook als morele spiegel, niet om de kinderlijke onschuld tot voorbeeld te stellen, maar eerder als bevraging of de volwassen kijkers hun tijd wel nuttiger doorbrachten.

## Technische beschrijving en geschiedenis
Het werk is een olieverfschilderij op eikenhout en is 118 cm hoog en 161 cm breed. In 1594 kwam het in bezit van aartshertog Ernst van Oostenrijk. Het werd door de Vlaamse kunstschilder Karel van Mander in zijn Schilder-boeck uit 1604 omschreven als een stuk "van allerley spelen der kinderen". Vandaag de dag bevindt het werk zich in het Kunsthistorisches Museum in Wenen.

## Voorstelling
Het schilderij biedt de hedendaagse toeschouwer een schat aan grotendeels verloren gegane informatie over spelletjes en vormen van vermaak waaraan Europese kinderen in de 16e eeuw plezier beleefden. Er worden meer dan tachtig verschillende kinderspelletjes getoond die vroeger in de Lage Landen werden gespeeld. Ze vinden plaats op een plein in een stad aan een rivier. We zien bijna 230 kinderfiguren en één volwassen persoon (een vrouw die een emmer water over twee jongens kapt - zie nr. 75). Sellink ontwaart ook volwassenen onder de spelende personen.

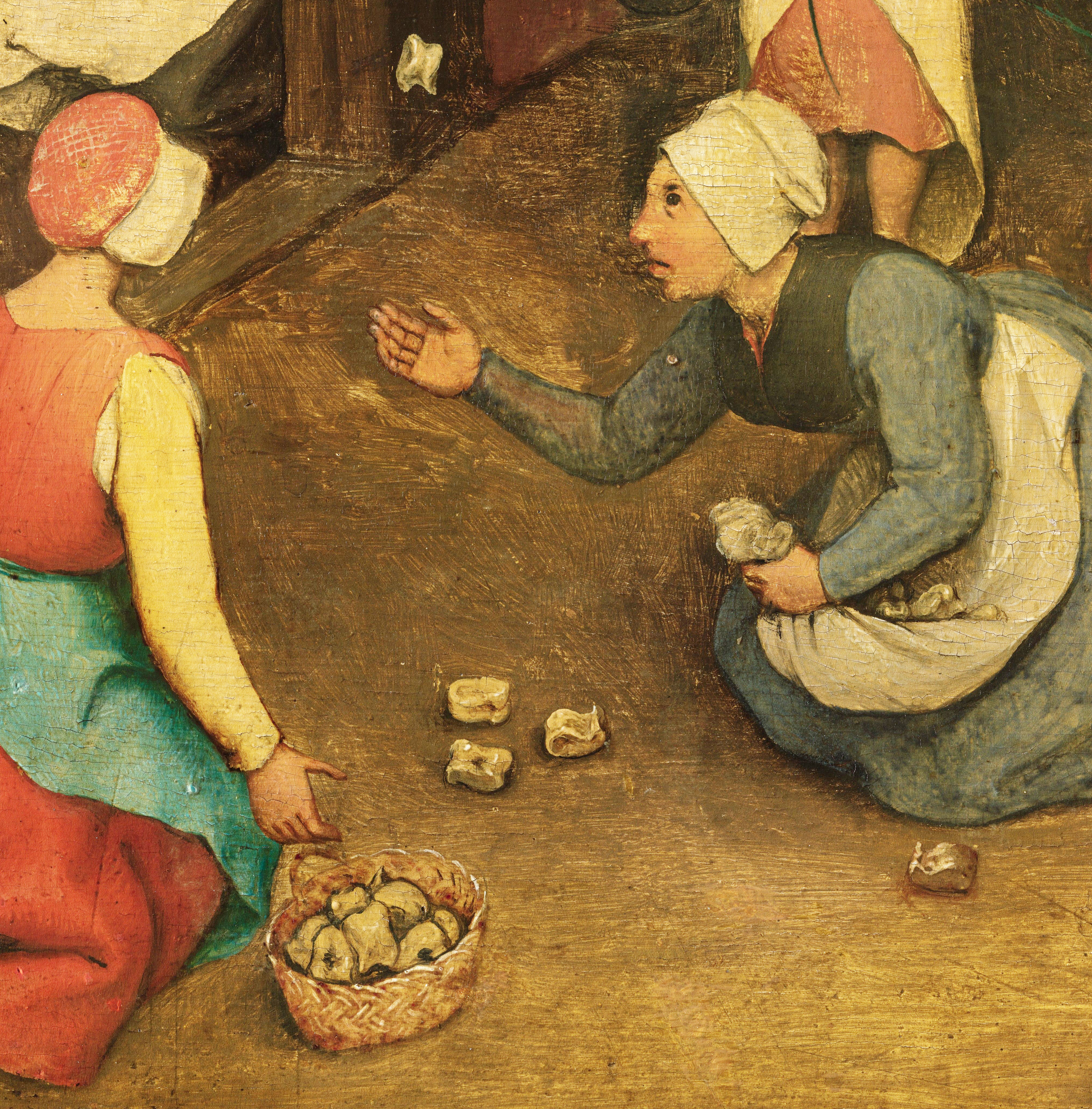
Bikkelen
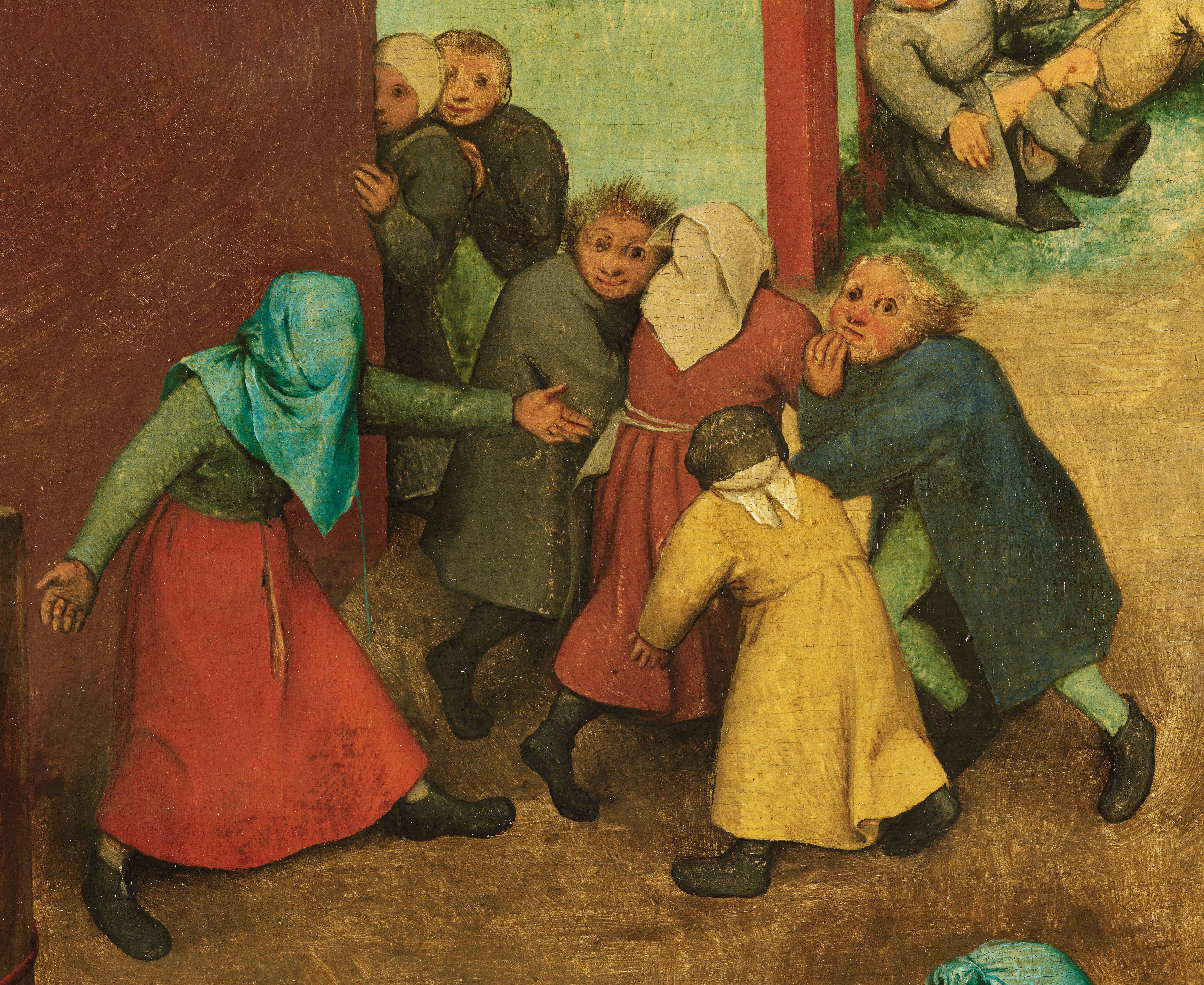
Blindemannetje
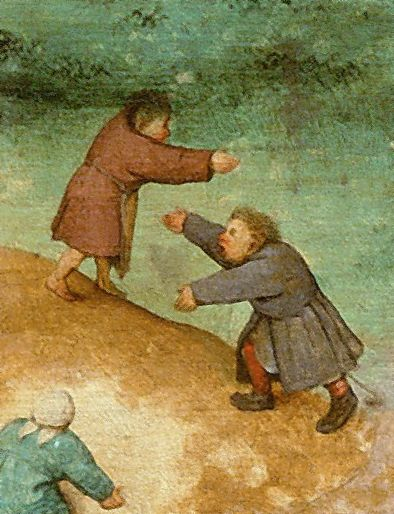
De berg is mijn
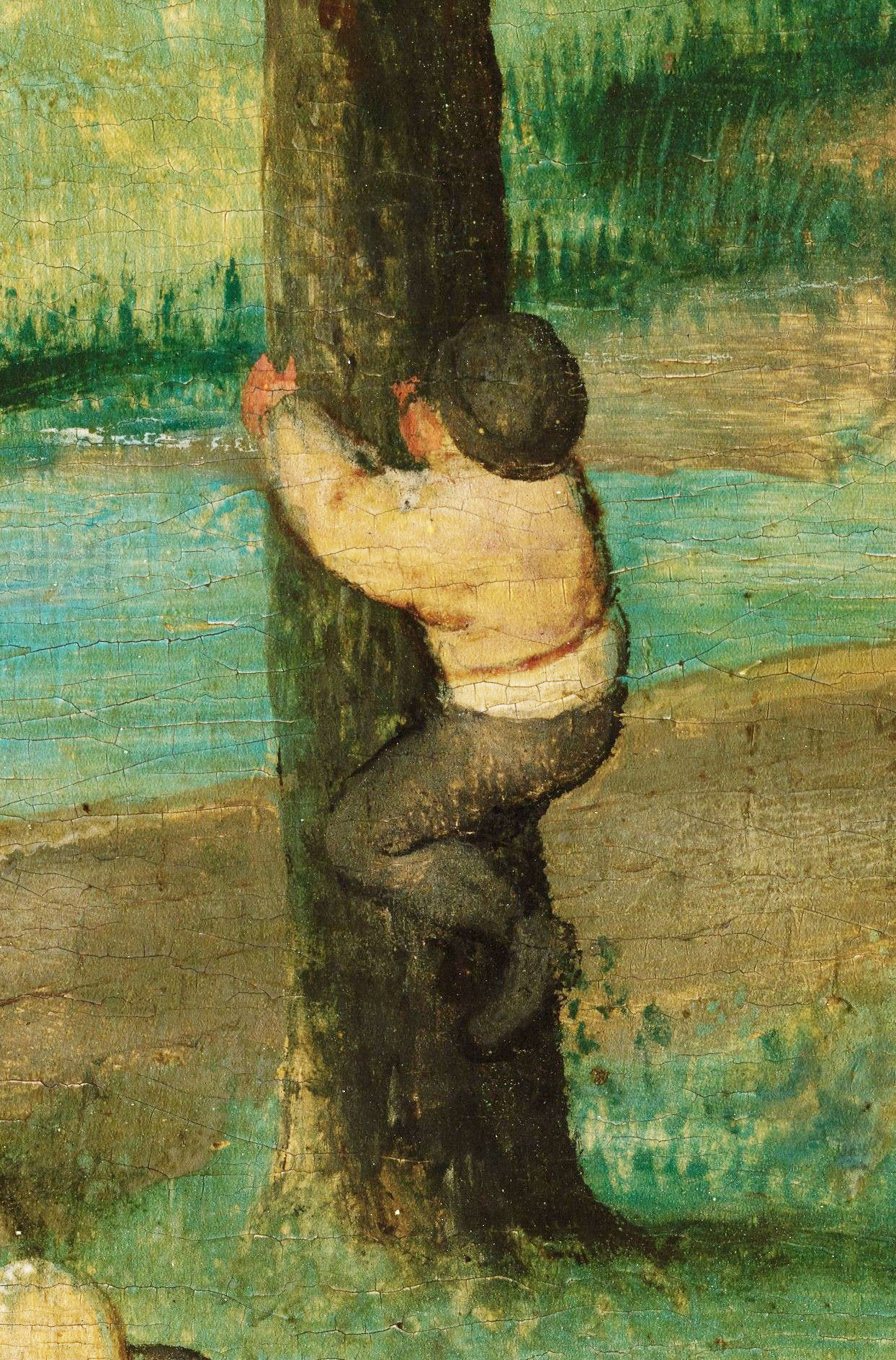
Boomklimmen
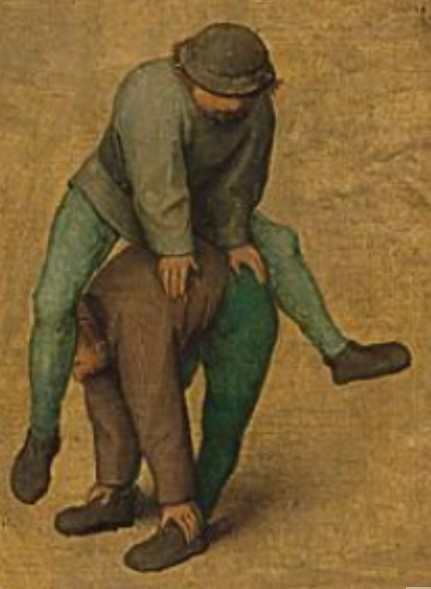
Haasje-over
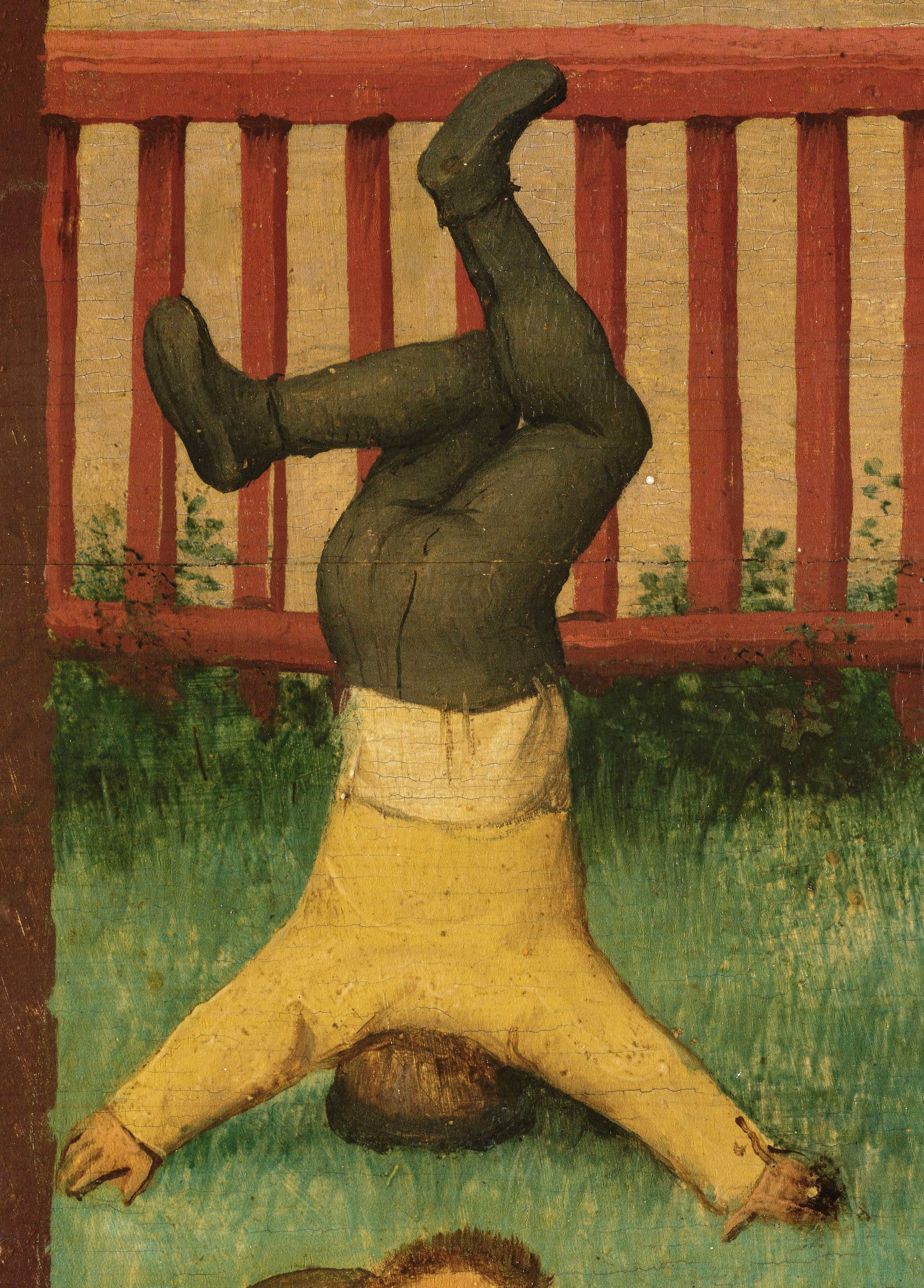
Handstand
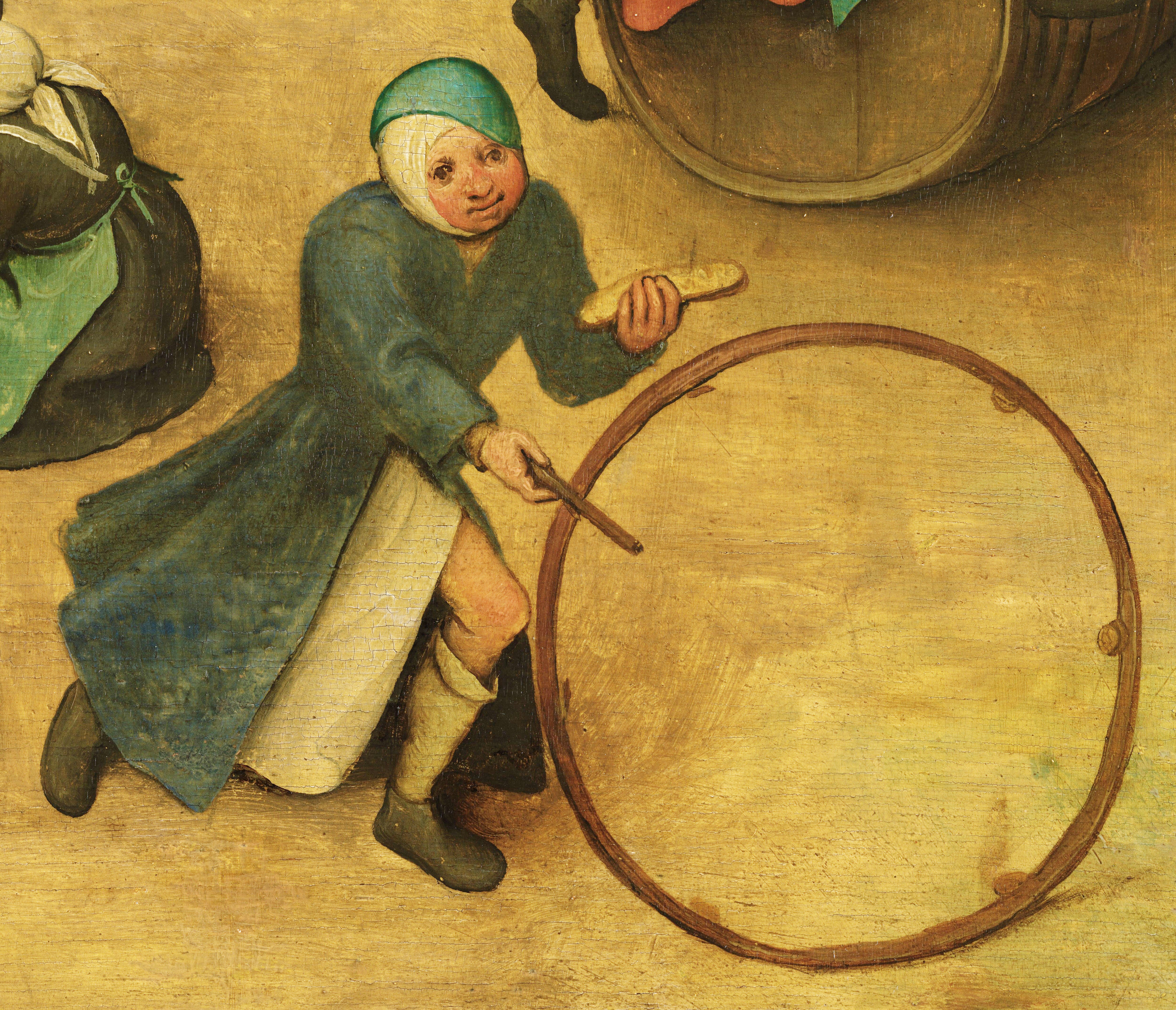
Hoepelen
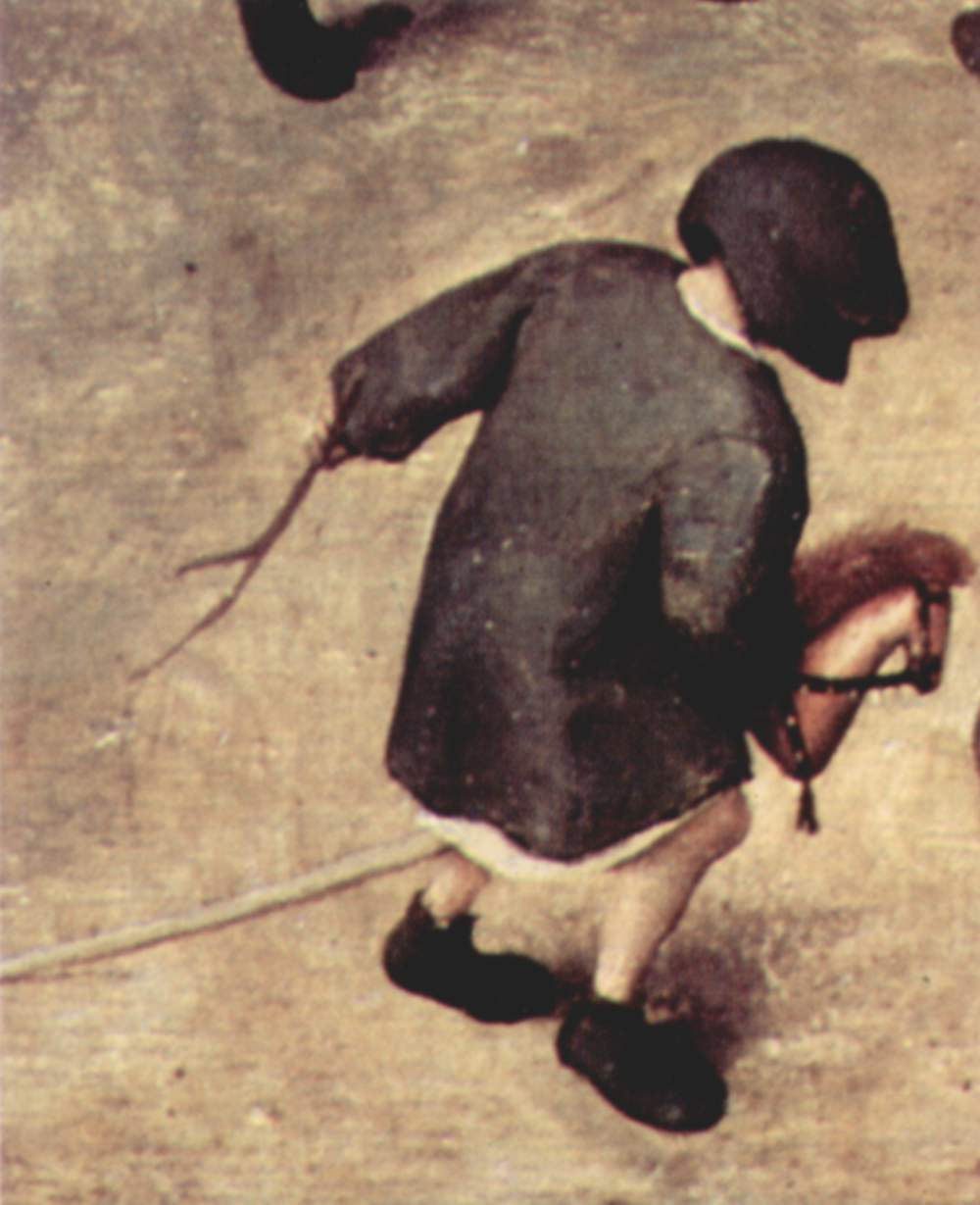
Stokpaardje rijden
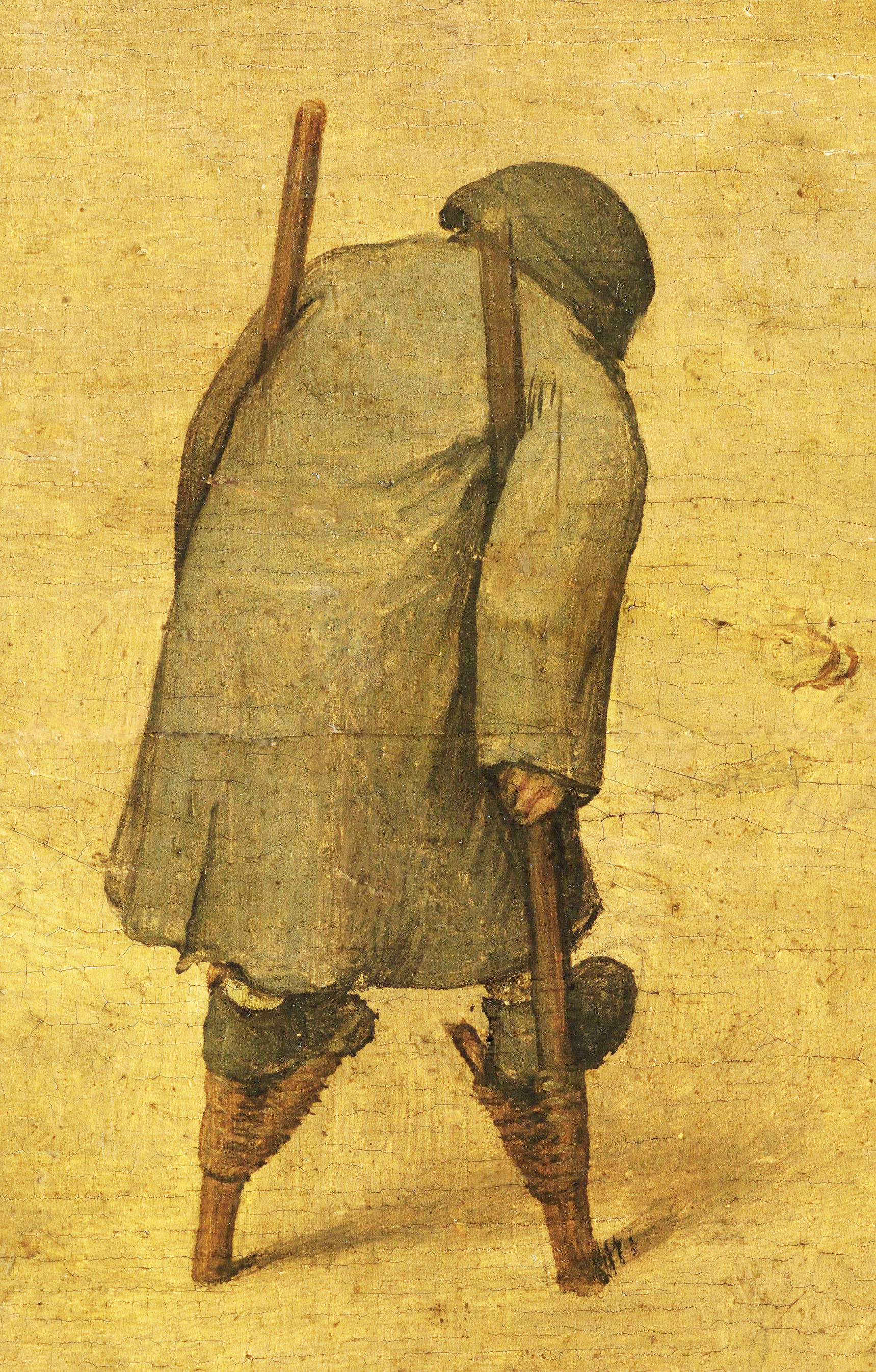
Steltlopen
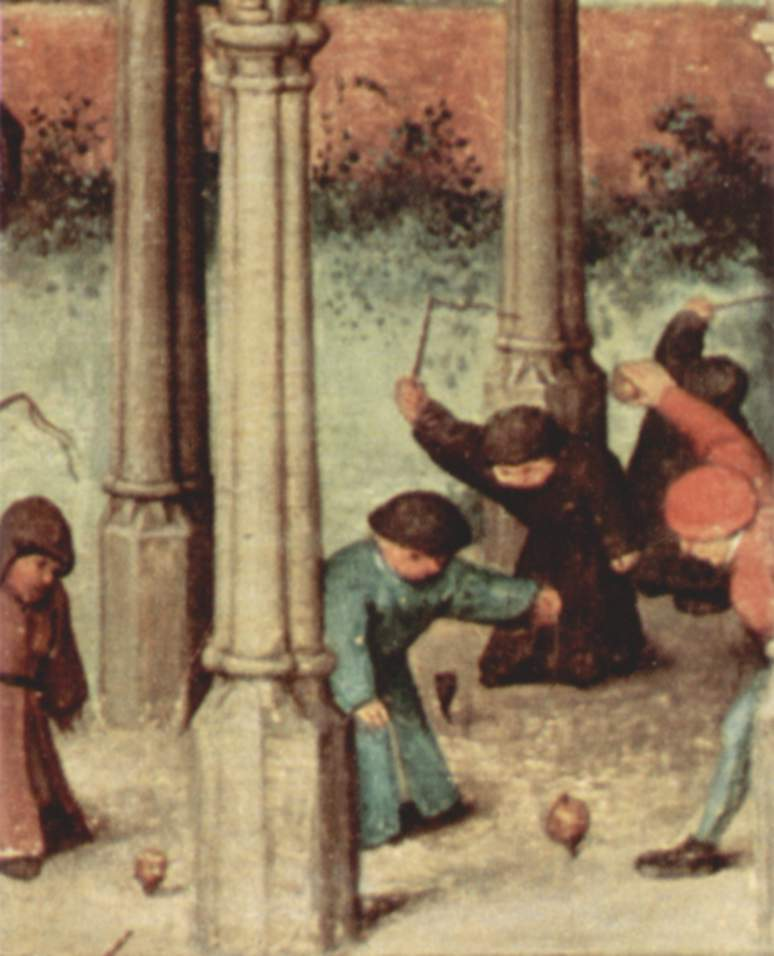
Priktollen en zweeptollen

## Lijst van spelen
Victor de Meyere, daarin bijgevallen door Sandra Hindman, ontwaarde 91 verschillende spelletjes en bezigheden in het schilderij. Het overzicht hierna correspondeert met de nummering in de onderstaande afbeelding (begin linksonder).

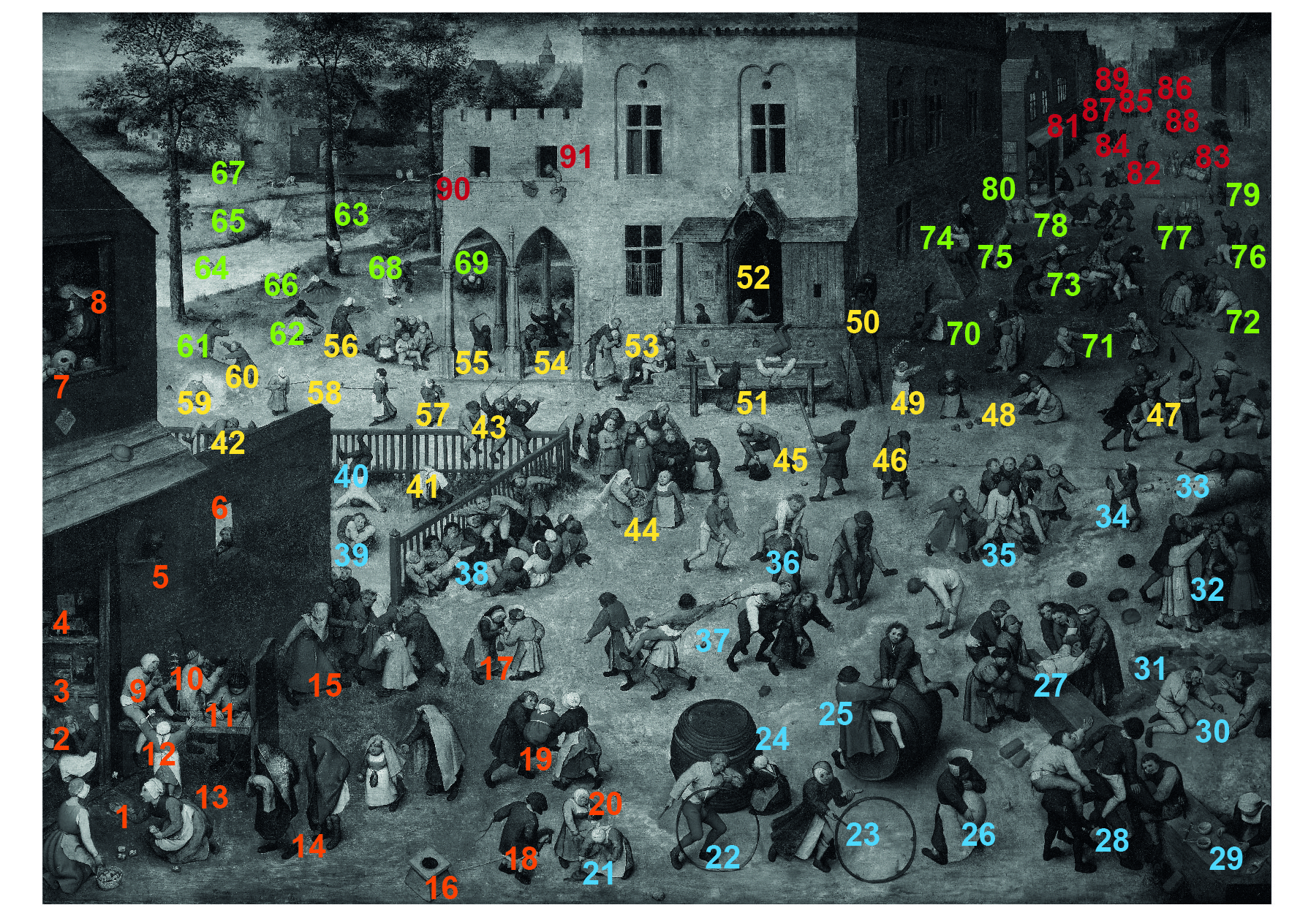

| Nummer | Afbeelding | Spel |
| ------ | ---------- | --- |
| 1      |            | Bikkelen                                                                                                 |
| 2      |            | Speelpop                                                                                                 |
| 3      |            | Poppenhuisje                                                                                             |
| 4      |            | Altaarspel, priestertje spelen                                                                           |
| 5      |            | Uil en uilenkot                                                                                          |
| 6      |            | Spuitebus                                                                                                |
| 7      |            | Maskerspel                                                                                               |
| 8      |            | Schommelen                                                                                               |
| 9      |            | Drilnoot, draaimolentje maken van (noten)schelpen                                                        |
| 10     |            | Zeepbellen blazen en biezenhoed                                                                          |
| 11     |            | Spelen met een (tamme) vogel                                                                             |
| 12     |            | Klater, rammelaar, teerlingtopje                                                                         |
| 13     |            | "Steentje, steentje om het been" (paard- of hondvormige steen aan poort gebonden)                        |
| 14     |            | Doop, doopstoet                                                                                          |
| 15     |            | Blindemannetje                                                                                           |
| 16     |            | Kinderstoel                                                                                              |
| 17     |            | Paar of onpaar, noten-patoten, laten raden hoeveel voorwerpen men in de hand heeft (cf. morra)           |
| 18     |            | Stokpaardje                                                                                              |
| 19     |            | Koele-koelemeien, kakkekoelemeien, kakkestoelemeien; jezusken in 't kapelleke, zeteltje, engeltje dragen |
| 20     |            | Trommel en fluit                                                                                         |
| 21     |            | Brij roeren, in een drol poken                                                                           |
| 22     |            | Hoepel rollen                                                                                            |
| 23     |            | Rinkelhoep                                                                                               |
| 24     |            | Door 't bomgat roepen                                                                                    |
| 25     |            | Schommelen, kistje-weegaard doen, wippen op een ton                                                      |
| 26     |            | Varkensblaas opblazen                                                                                    |
| 27     |            | Bofkonten, wiegewagen, jonassen, kontje dossen                                                           |
| 28     |            | Bok, bok sta vast; scheer, hamer en mes; bok hoeveel horens                                              |
| 29     |            | Winkeltje spelen, pigmentverkoopster, baksteen fijnschrapen (boven Bruegels signatuur)                   |
| 30     |            | Mesje-steek, het mes slaan, zandhappertje (de verliezer moet het mes met zijn tanden uittrekken)         |
| 31     |            | Metselen, een waterput maken                                                                             |
| 32     |            | Haartje-pluk, aan de haren trekken                                                                       |
| 33     |            | Torren vangen, vliegen slaan                                                                             |
| 34     |            | Duivekater                                                                                               |
| 35     |            | 't Blindemannetje ronddragen, heven, mannetje tillen                                                     |
| 36     |            | Haasje-over                                                                                              |
| 37     |            | Touwtrekken, trekken over de lijn of over de steen, riemtrekken te paard                                 |
| 38     |            | Spitskar, rijschenkelen, door schoppende benen lopen (cf. spitsroeden lopen)                             |
| 39     |            | Zichzelf in een knoop leggen, tabak rollen, kopje duikelen                                               |
| 40     |            | Handstand, perenboom staan, hille billen                                                                 |
| 41     |            | Koprol                                                                                                   |
| 42     |            | Over het hek klauteren                                                                                   |
| 43     |            | Paardje rijden op het hek                                                                                |
| 44     |            | Bruid en bruidegom spelen, rozen- en klaprozenblaadjes strooien over een bruidsstoet                     |
| 45     |            | Blindpotten, blind ei slaan, piñata                                                                      |
| 46     |            | Steltlopen (laag)                                                                                        |
| 47     |            | Blindenhoedje met slofkentrek, vluchten, zagjagen, brooiken-bijt                                         |
| 48     |            | Hoopjes schieten, walnoten werpen                                                                        |
| 49     |            | Ronddraaien, dansen                                                                                      |
| 50     |            | Steltlopen (hoog)                                                                                        |
| 51     |            | Balk, rekturnen                                                                                          |
| 52     |            | Een bezem balanceren                                                                                     |
| 53     |            | Kalfje vet, zakdragen                                                                                    |
| 54/55  |            | Draaitol (werptol, kapnon / zweeptol, drijftol, kletsnon)                                                |
| 56     |            | Wie zit er in mijn blauwe toren? Wie zal ik kiezen?                                                      |
| 57     |            | Klepbord, ratelen                                                                                        |
| 58     |            | Steekspel, tornooien                                                                                     |
| 59     |            | In het zand spelen, putjes graven en kastelen bouwen                                                     |
| 60/61  |            | De berg is mijn                                                                                          |
| 62     |            | Rokken laten zwieren, boeffen maken, aaien en blaaien, molen spelen                                      |
| 63     |            | Boomklimmen                                                                                              |
| 64     |            | Zwemmen met varkensblaas                                                                                 |
| 65     |            | Pootje baden                                                                                             |
| 66     |            | Zwemmen van de kant                                                                                      |
| 67     |            | Na het baden                                                                                             |
| 68     |            | Muurtje-bots, bocce, leren ballen zo dicht mogelijk bij de kleine bal gooien                             |
| 69     |            | Plassen                                                                                                  |
| 70     |            | Kootspel, kotenspel, vorm van kegelen                                                                    |
| 71     |            | Klinkerdspel, klink slaan, estafette lopen                                                               |
| 72     |            | Knikkeren, putjes stekken, negenpetten                                                                   |
| 73     |            | Katje, katje koningstoeltje, de onttroonde koning, duivel aan een koord, twee aan een koord (rollenspel) |
| 74     |            | Tegen het kelderluik oplopen                                                                             |
| 75     |            | Vechten, worstelen (een vrouw kapt water op de vechters)                                                 |
| 76     |            | Hoed op een stok draaien                                                                                 |
| 77     |            | Processie spelen                                                                                         |
| 78     |            | Rattenstaart, zwaan-kleef-aan, Hansje sjokken (rollenspel)                                               |
| 79     |            | Portier spelen, bezoek ontvangen                                                                         |
| 80     |            | Nalopertje, eerste mannetje achterna, katje jagen                                                        |
| 81     |            | Iemand van de bank duwen                                                                                 |
| 82     |            | Paardje, koetje, kalfje; paardrijden in de nek                                                           |
| 83     |            | Balletje steken; duike duike reve; stom-en-ambacht                                                       |
| 84     |            | Ros Beiaard en de Vier Heemskinderen                                                                     |
| 85     |            | Vuurtje stoken                                                                                           |
| 86     |            | Takkenbossen dragen voor het vuur                                                                        |
| 87     |            | Fakkel dragen                                                                                            |
| 88     |            | Aan de deur zingen                                                                                       |
| 89     |            | Wandelen                                                                                                 |
| 90     |            | Wimpel uithangen, papieren lint laten wapperen                                                           |
| 91     |            | Korven langs een koord doen bewegen (Sint-Niklaasmanden met roede en schoenen?)                          |